# Peter B. Phillipson
Peter Burton Phillipson(1957) es un botánico, taxónomo, y curador británico.

## Biografía
Posee un M.Sc. por la Universidad de Reading, curador asistente y gerente de Proyecto del Catálogo de Plantas Vasculares de Madagascar, en el Jardín Botánico de Misuri. Publica habitualmente, entre otros, en Kew Bulletin, Candollea, Adansonia, Ann. Missouri Bot. Gard.

## Epónimos
- (Asclepiadaceae) Cynanchum phillipsonianum Liede & Meve[1]
- (Boraginaceae) Ehretia phillipsonii J.S.Mill.[2]
- (Fabaceae) Phylloxylon phillipsonii Du Puy, Labat & Schrire[3]
- (Loranthaceae) Socratina phillipsoniana Callm. & Luino[4]
- (Malpighiaceae) Rhynchophora phillipsonii W.R.Anderson[5]

## Algunas publicaciones
- martin w. Callmander, peter b. Phillipson, laurent Gautier. 2010. Notes on the Flora of Madagascar. Ed. des Conservatoire et Jardin botaniques de la Ville de Genève